# Central nuclear de Onagawa
La Central nuclear de Onagawa (女川原子力発電所 Onagawa genshiryoku hatsudensho?) es una Central nuclear ubicada en la ciudad de Onagawa, Prefectura de Miyagi, Japón, cuenta con tres reactores que proveen una capacidad anual de 5,283 Gigawatts, es operado por la Tohoku Electric Power.

## Reactores
| Unidad        | Tipo de Reactor | Inicio de Operaciones | Capacidad |
| ------------- | --------------- | --------------------- | --------- |
| Onagawa - I   | BWR             | 1 de junio de 1984    | 524 MW    |
| Onagawa - II  | BWR             | 28 de julio de 1995   | 825 MW    |
| Onagawa - III | BWR             | 30 de enero de 2002   | 825 MW    |

## Estado de alerta
Después del Terremoto y tsunami de Japón de 2011 se formó un incendio en el edificio de las turbinas de enfriamiento posteriormente el 13 de marzo se declara estado de alerta nivel 1 en la escala Escala Internacional de Accidentes Nucleares debido a un fallo en los sistemas de enfriamiento.
El Organismo Internacional de Energía Atómica (OIEA) anunció que se había declarado el nivel 1 (el más bajo en una escala de 7) de estado de emergencia" tras haberse detectado unos niveles de radiactividad elevados en las inmediaciones de la central.